# Hazard, Kentucky
Hazard är en stad i Perry County i delstaten Kentucky, USA. År 2000 hade staden 4 806 invånare. Den har enligt United States Census Bureau en area på 18,2 km², allt är land. Hazard är administrativ huvudort (county seat) i Perry County.